# Dolf Bissinger
Dolf Bissinger (* 1944 in Dornbirn) ist ein österreichischer Architekt und Maler.

## Leben
Dolf Bissinger wuchs in Mexiko auf und beendete ab 1961 seine Schulausbildung in Deutschland. Von 1964 bis 1970 studierte er Architektur an der TU Berlin bei Oswald Mathias Ungers. Nach dem Studium war er von 1970 bis 1973 Fachberater bei der Planung der Universität Bremen und von 1973 bis 1987 Stadtplaner in Bremen. Ab 1978 betrieb er ein eigenes Büro. 
Von 1983 bis 1991 absolviert er ein Kunststudium an der Hochschule für Künste Bremen bei Karl Heinrich Greune und arbeitet seit 1991 in einem eigenen Atelier in Bremen.

## Ausstellungen
Einzelausstellungen
- 1993: Galeria Transit, Barcelona
- 1994: ÜNH, Niederlassung Bremen
- 1995: Königin-Christinen-Haus, Zeven
- 1998, 2002: Galerie Lattemann, Darmstadt/Trautheim
- 2007: Verbergen, Hamburg, KulturForum Altona[1]

Gruppenausstellungen
- 1991: Förderpreis für Bildende Kunst, Städtische Galerie im Buntentor, Bremen
- 1992: essentielle Malerei, Galerie Appel und Fertsch, Frankfurt am Main
- 1992: Sommerzeit, Galerie Siegert, Basel
- 1994: Deutsches Generalkonsulat, New York
- 1996: Aula de Lletres, Barcelona
- 1997: Mathildenhöhe, Darmstadt
- 1998: Untiteled-Kunstfrühling, Positionen zeitgenössischer Kunst in Bremen
- 1999: la casa Elizalde, Städtische Galerie, Barcelona
- 2000: Blau, Galerie im Medienhaus, Bremen
- 2001: swb Galerie Bremen
- 2001: Wolfgang Schmitz und Schüler, Kranenburg, Kleve
- 2003: Ende-Neu, Malerei, Städtische Galerie im Buntentor, Bremen
- 2003: Galerie X, Karlsbad
- 2003: Städtisches Museum Vrachlaby/Tschechien
- 2003: Schwarz Galerie im Medienhaus, Bremen
- 2004: Galerie G, Olomoucz/Tschechien
- 2005: Bremische Vertretung bei der EU in Brüssel (mit Anna Solecka)
- 2007: Geld wie Sand, Kulturkirche St. Stephani, Bremen (mit Jens Bommert und Henri Stridde)

## Arbeiten im öffentlichen Raum
- Kreditanstalt für Wiederaufbau, Frankfurt am Main/Berlin
- Bayerische Landesbank, Niederlassung New York
- Bremer Landesbank
- EWE Arena, Oldenburg
- Stadtwerke Bremen

## Veröffentlichungen
- Altstadtsanierung Leer. Information für Sanierungsbetroffene. 4 Teile. Bearb. von Dolf Bissinger u. a. Neue Heimat Bremen in Zusammenarbeit mit der Stadt Leer, 1974–1976.
- Die Bilder. Die Wand. Das Projekt: Paris-Bremen. Maler-Workshop Dolf Bissinger u. a. Katalog-Texte Jean-Louis Ferrier, Rosi Huhn. Deutsch-Französisches Jugendwerk, Bad Honnef 1988.
- Malerei und Arbeiten auf Papier. Ausstellung Galerie Transit Barcelona 27. April – 22. Mai 1993. Geffken, Bremen 1993.
- SWB-Galerie. Band 3. Texte: Rainer Beßling. Hauschild, Bremen 2001, ISBN 3-89757-112-9.
- Hans-Joachim Manske, Adelheid Biesecker und Louis-Ferdinand von Zobeltitz: Geld wie Sand. Eine Installation von Dolf Bissinger, Jens Bommert, Henri Stridde. Zur Eröffnung der Kulturkirche St. Stephani in Bremen im Januar 2007. Hachmann, Bremen 2008, ISBN 978-3-939429-42-5.